# وجه نقد (فیلم ۲۰۰۷)
«وجه نقد» (انگلیسی: Cash) یا سارقین فیلمی هندی است که در سال ۲۰۰۷ منتشر شد. از بازیگران آن می‌توان به اجی دیوگن، سونیل شتی، زاید خان، زاید خان، ایشا دئول، دیا میرزا اشاره کرد.
```
خلاصه: اعضای یک گروه دزد برای یک پروژه بزرگ یعنی دزدین سه الماس با هم همکاری می کندد اما یک دزد ماهر دیگر در پی الماس هاست و با استفاده از اختلافات اعضای گروه سعی در دزدین الماس ها دارد .
```